# Бикавац (брдо)
Бикавац је брдо изнад Вишеграда у Општини Вишеград, Република Српска, БиХ.
Ово брдо се уздиже педесет метара изнад Вишеграда и са њега се пружа поглед на град. На брду се налази насеље Бикавац, које припада ужој територији града.